# Topična uporaba zdravila
Topična uporaba ali topična aplikacija zdravila pomeni uporabo zdravila le na določenem predelu kože ali vidne sluznice. Za topično uporabo se uporabljajo zdravila v raznih farmacevtskih oblikah, na primer kremah, penah, gelih, losjonih ali mazilih.

## Opredelitev
Topična uporaba zdravila ni enotno definirana; po eni definiciji morata biti tako pot uporabe kot farmakodinamičen učinek lokalna, medtem ko je po drugi definiciji bistvena uporaba na lokalizirani površini telesa, ne glede na lokalnost oziroma sistemskost učinka. Po drugi definiciji topična uporaba zajema tudi transdermalno uporabo, pri kateri se zdravilo v obliki transdermalne farmacevtske oblike uporabi lokalno, učinkovina pa se skozi kožo absorbira in se sistemsko porazdeli.